# Germán Bernárdez
Germán Bernárdez Rodríguez (Montevideo, Uruguay, 16 de noviembre de 1984) es un comediante y guionista uruguayo que además se ha desempeñado como músico, escritor, actor, locutor y podcaster. Es conocido por ser uno de los dos guionistas del suceso televisivo ¿Quién es la máscara? (programa de televisión uruguayo) y el guionista de otros proyectos televisivos como Fuego sagrado (programa de televisión), Mi Casa es tu Casa (Paola Bianco, Canal 10), Veo cómo cantas y de su propio guion al personificar a La Parca en El Gran Juego de la Oca (Uruguay), así como de varios espectáculos teatrales y contenidos en redes de El Gaucho Influencer.
Junto al conjunto de humor musical «Los Mañaneros», obtuvo la mención al mejor espectáculo de humor musical en 2013, el primer premio de Humor Joven en 2014 y actuó haciendo humor frente a más de 20mil personas en la Fiesta Nacional del Chamamé en Corrientes, Argentina.

## Biografía
Germán Bernárdez nació en el barrio montevideano de La Unión, hijo de Eduardo Bernardez y Elisa Rodríguez, así como nieto del fotógrafo y pintor Jorge Huber Rodríguez. A los cinco años emigró con su familia a Málaga, España, instalándose en la barriada de La Paz y concurriendo al colegio Rosario Moreno (mismo barrio y colegio en el que vivió y estudió Dani Rovira). 

## Comienzos artísticos
En el colegio Rosario Moreno conoce a Don Leopoldo Mérida Casermeiro (2.º premio Santillana 1994 a la composición escrita en el aula) quien fuera su profesor de 5.º año de primaria (ESO). Don Leopoldo era (además de profesor) maestro titiritero, y utilizaba el teatro de títeres como herramienta educativa para enseñar artes plásticas, historia, literatura, geografía y cultura en clase. 
Germán se integró a La Hormiga Laboriosa a fines de 1994, el grupo de teatro de títeres infantil que dirigía y llevaba adelante como tallerista Don Leopoldo. A mediados de 1995 los padres de Germán deciden volver a vivir a Uruguay, y desde entonces él sueña con volver a Málaga a poder actuar en un teatro
Después de terminar la primaria en Uruguay, en la escuela Joaquín Mestre, Germán asiste un año al liceo 14 y dos al liceo 55, para luego recalar en el liceo 10 «Carlos Vaz Ferreira» para cursar segundo ciclo. En el liceo 10 se entera de unos talleres de teatro que se van a dictar a través del programa Teatro en el Aula y se inscribe.
A raíz de los talleres de teatro dictados por Ruben Rodríguez y Carlos Rodríguez surge la inquietud en Germán y un par de compañeros de secundaria más de formar un elenco propio del liceo. Así es que nace DL10, elenco de teatro que funcionaría hasta dos años después del egreso de Germán (quién egresó en 2002 y el elenco funcionó hasta 2004) algo poco común en un liceo público. Gracias al trabajo integrado del elenco con el liceo y la currícula del mismo (Germán tomó el camino de Leopoldo Mérida y propuso utilizar obras teatrales o libros del programa oficial de literatura para trabajar sobre ellas) DL10 consigue presentarse varias veces en Teatro Joven y además Germán es invitado por el equipo directivo de Teatro en el Aula (Bettina Mondino y Ariel Caldarelli) para conocer la interna del trabajo del equipo actoral y recorrer varios liceos con ellos mientras presentaban El Zoológico de Cristal de Tennessee Williams.
El testimonio de Germán aparece en el libro 25 años de Teatro en el Aula: entre la emoción y el pizarrón.

## Inicios de la carrera profesional
En 2015 suceden dos hitos muy importantes en la vida de Germán: en julio la decisión de cursar el taller de standup-comedy que Germán Medina y Pablo Oyhenart dictaban en el Gran Teatro Metro y en septiembre el enterarse de que iba a ser padre por primera vez. Ambos eventos, sumados a una charla con Medina sobre lo importante de dedicarse a lo que uno ama, llevan a Gertu a tomar la decisión de renunciar a su trabajo en la industria del software (donde había trabajado durante varios años en empresas como LBV, Tata Consultancy Services, Globant y Altimetrik, en calidad de Analista de Calidad de Software) y apostar a dedicarse de lleno a su carrera artística. En diciembre de 2015 oficializa su renuncia definitiva a trabajar en software y apenas un par de semanas después es convocado para protagonizar el videoclip de la canción «La Raya» de Rubén Rada (hecho que para el resultó en una especie de señal que le demostraba que el camino elegido era el correcto). 
2016 trae, además del nacimiento de Diego, su primer hijo, la concreción de varios momentos muy importantes en su carrera profesional: su debut en el teatro como actor y cantante en el musical Proyecto Jacinto Vera, y la publicación de su primer libro: Cuentos de Café Corto.

## Cuentos de Café Corto
Germán comenzó a escribir cuentos cortos a los 14 años por recomendación de Julio, su psicólogo, como parte de una terapia para tratar el sonambulismo. A los 17 años crea el blog Viejo Carromato donde (bajo seudónimo) publicaba una suerte de cuentos eróticos bien cortos, cuya lectura se sugería acompañada de algún tipo de bebida en especial. A los 19 abandona dicho blog y funda uno nuevo, esta vez utilizando su propio nombre, al que bautiza como «Cuentos de Café Corto» y en el que los textos son acompañados de un tipo de café para acompañar la lectura. En 2014, siguiendo el consejo de su prima Paula, Germán decide armar una página de Facebook con la que conectar más lectores al blog. 
En 2016 crea una encuesta, entre todas las personas que leían el blog, y avisa que va a publicar un libro físico, pero que quiere que la comunidad de la fanpage y el blog tengan representación en la decisión de qué cuentos publicar (en el blog estaban alojados cientos de ellos). Dicha encuesta arrojó que cuarenta de los cuentos habían sido elegidos por toda la gente que formó parte de la encuesta, así que Germán los incluyó y además escribió una decena de cuentos nuevos para acompañar la edición. 
En diciembre de 2016, luego de una campaña de micromecenazgo en conjunto con Guillermo Bonjour como productor y Patricia Castro Bohórquez como diseñadora (amiga de Germán del barrio y del colegio Rosario Moreno en Málaga, también integrante del elenco de títeres la Hormiga Laboriosa) ve la luz «Cuentos de Café Corto», un hermoso libro que contiene (en su mayoría) cuentos cortos eróticos. 
El libro (cuya primera edición está agotada) se vendió en más de 10 países, y fue presentado en Uruguay, Portugal y España como parte de la gira Españoguayo. 

## El Gaucho Influencer
En 2015, por recomendación de Germán Medina, Gertu se presenta al primer concurso nacional de standup de Maroñas Entertainment, y logra llegar a la semifinal. En dicho concurso conoce a Eduardo Fernández (aka El Gaucho Influencer) con quien forja una fuerte y profunda amistad, llegando a recorrer gran parte del país actuando juntos, conviviendo en 2018 y hasta actuando en el cumpleaños del futbolista Giorgian de Arrascaeta en ese año. 
En 2021 el Gaucho le propone dar un paso más en la carrera juntos: quiere que Germán sea su guionista oficial, y que además de escribirle los textos para algunos sketchs de redes sociales le escriba su próximo gran espectáculo de teatro, formando equipo además con el director, productor, docente y guionista Ernesto Muniz. Así nace El Gurú del Interior, obra de teatro humorística que logra completar 32 funciones en la sala Undermovie a lo largo de 2022, así como varias funciones en diferentes departamentos del interior de Uruguay e incluso presentando una función en la Calle Corrientes, en Buenos Aires, Argentina. 

## La Televisión
En febrero de 2022 Germán decide renunciar al único empleo de relación de dependencia que mantenía desde 2016: su rol como mánager de comunicaciones de un instituto internacional de idiomas. Renuncia formalmente el 28 de febrero y el 4 de marzo es convocado por Pablo Oyhenart, de Teledoce, para integrarse al equipo de El gran juego de la oca que tenía que viajar a grabar a los estudios Pampa Films en Buenos Aires. Germán se integra entonces a desempeñar el rol de La Parka en dicho programa, aportando una cuota de humor (guionada por sí mismo) al equipo que componían Rafa Villanueva, Sofía Romano y Tomi Narbondo. 
Durante el rodaje de El Juego de la Oca se da además que Gustavo Landívar, director del programa, le ofrece a Germán convertirse en uno de los dos guionistas que ¿Quién es la Máscara? necesitaba en su versión uruguaya. Así es como Gertu pasa a trabajar con Fata Delgado, Sofía Rodríguez, Patricia Wolf y Emir Abdul Gani en el trabajo de las teorías para intentar desenmascarar a las celebridades ocultas tras las máscaras en el programa. 
En 2022 formó parte además en tres ocasiones del Late Night Show de TV Ciudad La Aldea, en dos ocasiones como comediante de standup invitado y en una a través de un video de tipo «cámara oculta» para jugarle una broma al músico Jorge Nasser. 

## Show Me Now! Podcast
A comienzos de 2021 Germán conversa sobre la posibilidad de llevar adelante un pódcast de humor con su amigo Samu (vasco que vive en Málaga hace más de tres décadas, y que está casado con Patri Castro, amiga de Germán desde la infancia y diseñadora de Cuentos de Café Corto). 
Así es que tras cursar un par de talleres y armar un par de reuniones de producción nace Show Me Now! Podcast, con Gertu y Samu como conductores y Fran Moraleda como locutor. El pódcast a diciembre de 2022 lleva 70 episodios publicados y hoy en día cuenta además con una columna de actualidad y humor en el canal de televisión andaluz 101 TV. El pódcast puede escucharse en todas las plataformas de podcasting (iVoox, Spotify, Apple Podcast, etc) y la columna televisiva puede verse en vivo los viernes por 101TV o en el canal de YouTube de Show Me Now!
El pódcast además ha tenido invitados muy importantes, de la talla del humorista y profesor de historia uruguayo Diego Delgrossi, el periodista argentino Diego Mancusi, el humorista malagueño Tomás García, el comediante Gabriel «El Pote» Koritniky, la propia Patri Castro, el murguista Ignacio Tiscornia y hasta una IA.

## Docente destandup comedy
A partir de febrero de 2024 se convierte en parte del equipo docente de El Comedy Bar de Montevideo, como docente de standup comedy especializado en storytelling y guion, egresando su primera generación en julio de 2024. Germán dicta un curso de 3 meses de duración junto al comediante Gabriel «Pote» Koritnycki llamado «Potenciá tu discurso», el cual se centra no solo en formar nuevos comediantes sino en un profundo respeto y cuidado de la carrera de comediante y de la comedia standup en sí misma.

## Experiencia artística

### Televisión
| Año       | Programa                                                                    | Rol / Personaje                         | Canal              |
| --------- | --------------------------------------------------------------------------- | --------------------------------------- | ------------------ |
| 2016      | Todo Carnaval, Murga Joven                                                  | Productor Periodístico                  | TV Ciudad          |
| 2020      | Orientales                                                                  | Pastor de la Iglesia Mateística (humor) | TV Ciudad          |
| 2022      | El Gran Juego de la Oca, Uruguay                                            | La Parca                                | Teledoce           |
| 2022      | ¿Quién es la máscara? (programa de televisión uruguayo)Temporada 1          | Guionista                               | Teledoce           |
| 2022      | ¡Hola Andalucía!                                                            | Columnista de humor con ShowMeNow!      | 101tv Málaga       |
| 2023      | Mi Casa es tu Casa (Paola Bianco, Fabio Alberti)                            | Guionista                               | Canal 10 (Uruguay) |
| 2022-2024 | ¿Quién es la máscara? (programa de televisión uruguayo) Temporadas 2, 3 y 4 | Guionista                               | Teledoce           |
| 2024      | Veo cómo cantas (programa de televisión uruguayo)                           | Guionista                               | Teledoce           |
| 2024      | Fuego sagrado (programa de televisión) Temporada 4                          | Guionista                               | Teledoce           |

### Streaming
| Año  | Programa            | Rol                                                     | Medio/canal                                 |
| ---- | ------------------- | ------------------------------------------------------- | ------------------------------------------- |
| 2020 | Dale Que Es Tarde   | Coconductor                                             | Twitch de ElDemiCharrua, YouTube de Gertu0k |
| 2021 | Por Fin Una Buena   | Conductor                                               | Twitch Gertu0k                              |
| 2021 | Mas Vale            | Coconductor, comediante                                 | Twitch de MasValee                          |
| 2021 | Nos Tomamos Una     | Coconductor junto a El Pote                             | Twitch de Gertu0k                           |
| 2023 | Somos los que Somos | Coconductor junto a Vanina Escudero y Vicky Azar        | Ouuch TV                                    |
| 2024 | No Que No           | Coconductor junto a El Gaucho Influencer y Mati Morales | 360 Studio                                  |

### Radio

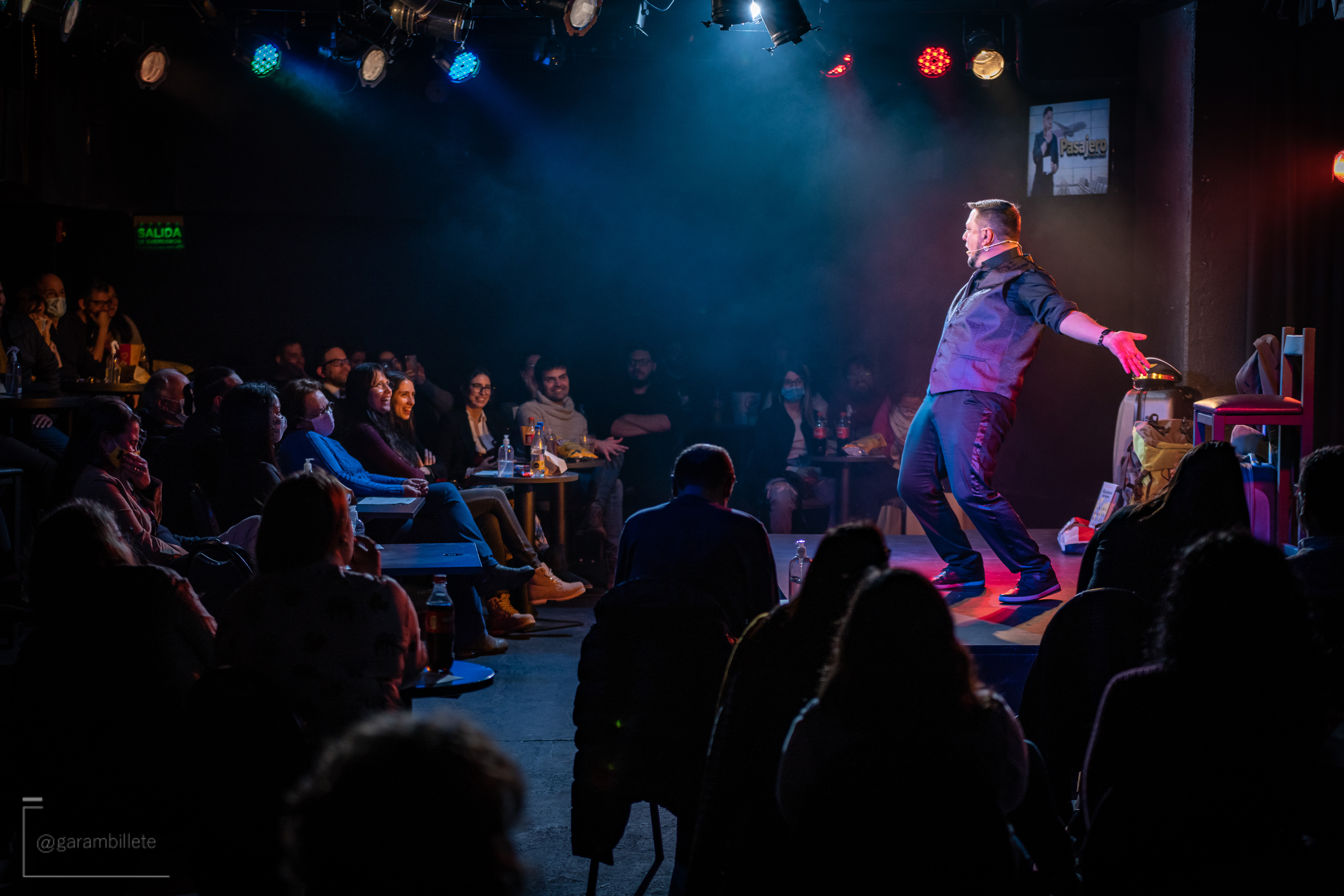
Germán Bernárdez presentando Pasajero en la sala Undermovie. 2021. Foto de Gabriel Arambillete.

| Año           | Programa               | Rol                                | Radio           |
| ------------- | ---------------------- | ---------------------------------- | --------------- |
| 2016          | Ignorantes por la fama | Columnista de humor con personajes | Mediarte FM     |
| 2021-presente | La Jugada de Málaga    | El Uruguista (humor)               | Canal Sur Radio |

### Teatro, comedia

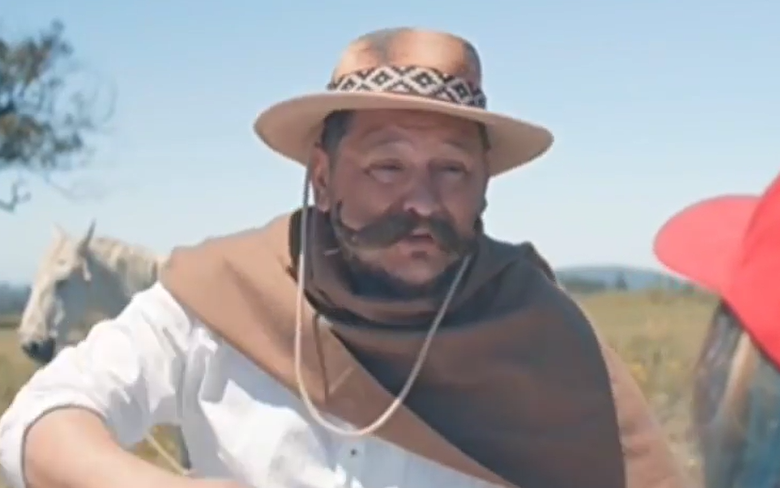
Germán personificando al gaucho dueño del Bachicha, uno de sus tres personajes en Amelia, Amigable Agente Ambiental.

| Año       | Obra                                    | Rol                       | Dirección                                             | Autor                                                 |
| --------- | --------------------------------------- | ------------------------- | ----------------------------------------------------- | ----------------------------------------------------- |
| 2016      | Proyecto Jacinto Vera                   | Actor, cantante           | Federico Pereyra                                      | Federico Pereyra, Christian Ibarzábal                 |
| 2017      | De Cada Pueblo un Paisano               | Actor, comediante, músico | Germán Bernárdez, Eduardo Fernández, Daniela Tambasco | Germán Bernárdez, Eduardo Fernández, Daniela Tambasco |
| 2020-2021 | Pasajero                                | Comediante                | Ernesto Muniz                                         | Germán Bernárdez                                      |
| 2022      | Gaucho Influencer, El Gurú del Interior | Guionista, asistente      | Ernesto Muniz                                         | Germán Bernárdez, El Gaucho Influencer, Ernesto Muniz |
| 2022      | Yo Soy La Tormenta de Florencia Infante | Editor de sonido          | Ernesto Muniz                                         | Florencia Infante, Ernesto Muniz                      |
| 2022      | Pasajero En Tránsito                    | Comediante                | Ernesto Muniz                                         | Germán Bernárdez, Ernesto Muniz                       |
| 2023      | Pasajero LowCost                        | Comediante                | Ernesto Muniz                                         | Germán Bernárdez, Ernesto Muniz                       |
| 2023      | Ahora, Gaucho Influencer                | Guionista                 | Ernesto Muniz                                         | Germán Bernárdez, Ernesto Muniz, Eduardo Fernández    |
| 2023      | Mucho Trabajo                           | Comediante                | Ernesto Muniz                                         | Germán Bernárdez, Ernesto Muniz                       |
| 2024      | Tengo Secretos Para Contar              | Comediante                |                                                       |                                                       |

### Series
| Año  | Título                            | Rol   | Personajes                             | Productora        | Director    |
| ---- | --------------------------------- | ----- | -------------------------------------- | ----------------- | ----------- |
| 2020 | Amelia. Amigable Agente Ambiental | Actor | Guardavidas, gaucho, asistente virtual | La Casa del Árbol | Álvaro Adib |

### Videoclips
| Año  | Canción          | Artista               | Rol                       | Personaje        | Productora    | Director                          |
| ---- | ---------------- | --------------------- | ------------------------- | ---------------- | ------------- | --------------------------------- |
| 2011 | No me extraña    | Los Raros             | Actor                     | Protagonista     | Los Raros     | Gonzalo Moreira Gabriel Hernández |
| 2012 | 12 de octubre    | Portadores de Hip Hop | Bajista                   | Germán Bernárdez | Independiente | Portadores de Hip Hop             |
| 2016 | La Raya          | Rubén Rada            | Actor                     | Capitán Pirata   | Indias Films  | Ale Dubé                          |
| 2018 | Voz de una noche | Gran Hotel            | Cantante                  | Germán Bernárdez | Pambú         | Ángel Cardozo                     |
| 2019 | De pronto ellos  | Gran Hotel            | Cantante, guitarrista     | Germán Bernárdez | Pambú         | Ángel Cardozo                     |
| 2024 | El Hater         | Estupidez Artesanal   | Cantante, letrista, actor | El Hater         | Create.Uru.Ai | Ángel Cardozo, Germán Bernárdez   |
| 2024 | Team Verano      | Estupidez Artesanal   | Cantante, letrista, actor | El Team Verano   | Create.Uru.Ai | Ángel Cardozo, Germán Bernárdez   |

### Murga Joven
| Año       | Conjunto               | Rol                          |
| --------- | ---------------------- | ---------------------------- |
| 2004-2005 | La Bienponida          | Primo, cupletero, letrista   |
| 2006-2015 | Tate Quieto!           | Primo, letrista, coordinador |
| 2015      | Aló Momo               | Letrista                     |
| 2016-2017 | Equipo de Coordinación | Monitor                      |

### Carnaval
| Año  | Categoría  | Conjunto     | Rol                       |
| ---- | ---------- | ------------ | ------------------------- |
| 2018 | Parodistas | Aristophanes | Actor, cantante, letrista |
| 2020 | Murga      | Queso magro  | Primo, personajes         |

### Podcast
| Año           | Programa     | Rol                              | Plataformas                   |
| ------------- | ------------ | -------------------------------- | ----------------------------- |
| 2021-presente | Show Me Now! | Coconductor, coguionista, editor | iVoox, Spotify, Apple Podcast |

### Libros
| Año  | Título                | Categoría                  | ISBN             |
| ---- | --------------------- | -------------------------- | ---------------- |
| 2016 | Cuentos de Café Corto | Cuento, literatura erótica | 978-9974-91457-5 |

### Discos
| Año  | Título               | Categoría                              | Artista/banda         | Rol                                        | Productor          |
| ---- | -------------------- | -------------------------------------- | --------------------- | ------------------------------------------ | ------------------ |
| 2009 | Susurro Montevideano | Jazz fusión                            | Popo Romano           | Asistente de escenario y grabación en vivo | Ayuí-Tacuabé       |
| 2011 | Polémico             | Hip hop                                | Portadores de Hip Hop | Bajista en 12 de Octubre                   | Martín Turielli    |
| 2019 | Objetos Perdidos     | Rock, pop, folk, world music, candombe | Proyecto Gran Hotel   | Cantante, bajista, compositor              | Max Capote         |
| 2020 | Mochila Llena        | World music, pop, murga                | Santi Wirth           | Voz en Melodía junto a Queso magro         | Francisco Collette |

## Distinciones
- Mención en Murga Joven al personaje por Toni Kamo (como letrista) (Tate Quieto!, Murga Joven 2011)
- Mención en Murga Joven a la mejor bajada (como letrista) (Tate Quieto!, Murga Joven 2012)
- Mención en Murga Joven al mejor cuplé (como letrista) (Tate Quieto!, Murga Joven 2014)
- Mención en Humor Joven (junto a Los Mañaneros) (Mejor Espectáculo de humor musical, 2013)
- 1.er premio Humor Joven (junto a Los Mañaneros) (Mejor Espectáculo de humor, 2014)
- Semifinalista del 1.er Concurso Nacional de Standup de Maroñas Entertainment (2015)